# Rufina (Włochy)
Rufina – miejscowość i gmina we Włoszech, w regionie Toskania, w prowincji Florencja.
Według danych na rok 2004 gminę zamieszkiwało 6669 osób, 148,2 os./km².